# Rhabdamia
Rhabdamia – rodzaj ryb z rodziny apogonowatych.

## Klasyfikacja
Gatunki zaliczane do tego rodzaju:

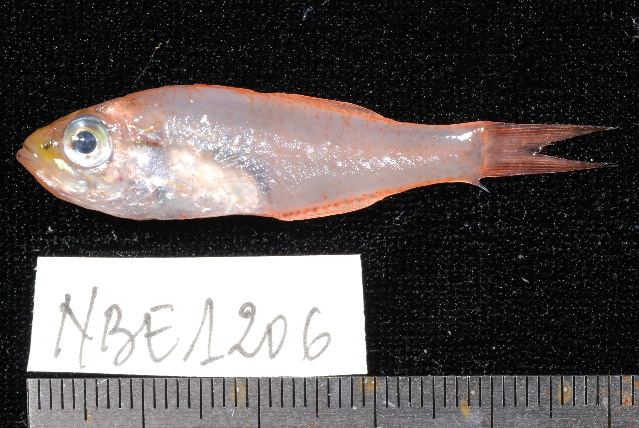
Rhabdamia clupeiformis
- Rhabdamia cypselurus
- Rhabdamia gracilis
- Rhabdamia mentalis
- Rhabdamia nigrimentum
- Rhabdamia nuda
- Rhabdamia spilota

- Rhabdamia cypselurus